# Reinhard Beine
Reinhard Beine (* 25. Juni 1906 in Bielefeld; † 22. Mai 1990 in Düsseldorf) war ein deutscher Beamter und Politiker (FDP) in Nordrhein-Westfalen.

## Leben
Beine studierte nach dem Abitur Rechts- und Staatswissenschaften an der Universität Halle. Zum 28. September 1933 trat er der SA bei, am 13. Juli 1937 beantragte er die Aufnahme in die NSDAP und wurde rückwirkend zum 1. Mai desselben Jahres aufgenommen (Mitgliedsnummer 5.297.340). Nach der ersten und zweiten juristischen Staatsprüfung wurde er 1943 ebenda zum Dr. jur. promoviert. Vor 1945 war er Oberregierungsrat im Reichsarbeitsministerium. Nach dem Zweiten Weltkrieg war er Referent beim Zentralamt für Arbeit in der britischen Zone und später in der Bizone. Gleichzeitig war er Geschäftsführer des Industrieausschusses des Landes Lippe. Kurzzeitig war Beine 1952/53 Mitglied des Landesverbandes Lippe und Fraktionsvorsitzender der Lippischen Gemeinschaft (CDU, FDP und BHE) im Kreistag des Kreises Lippe.
Beine war von 1950 bis 1955 Mitglied des Landtages von Nordrhein-Westfalen, gewählt über die Landesliste. Vom 27. Juli 1954 bis zum 22. April 1955 war er Fraktionsvorsitzender der FDP im nordrhein-westfälischen Landtag. Außerdem war er von 1950 bis 1955 Vorsitzender des Arbeitsausschusses.
Anschließend wechselte Beine in die Landesverwaltung und war ab Juni 1955 Ministerialdirigent im Wirtschaftsministerium von Nordrhein-Westfalen.

## Schriften
- Rechtsfragen der Verkehrssicherungspflicht bei öffentlichen Straßen. Arbeits- und Forschungsgemeinschaft für Straßenverkehr und Verkehrssicherheit, Institut an der Universität zu Köln, Köln 1973.
- mit Wilhelm Herschel, Fritz Buchwald: Handbuch zum Recht des Handelsvertreters unter besonderer Berücksichtigung des Steuerrechts.  O. Schmidt, Köln 1954.
- Die rechtliche Stellung des Leiharbeiters. jur. Diss. Halle a.d. Saale 1943.